# Пояна (Констанца)
Пояна (рум. Poiana) — село у повіті Констанца в Румунії. Адміністративно підпорядковане місту Овідіу.
Село розташоване на відстані 192 км на схід від Бухареста, 12 км на північний захід від Констанци, 138 км на південь від Галаца.

## Населення
За даними перепису населення 2002 року у селі проживали 797 осіб.
Національний склад населення села:
| Національність | Кількість осіб | Відсоток |
| -------------- | -------------- | -------- |
| румуни         | 775            | 97,2%    |
| татари         | 20             | 2,5%     |

Рідною мовою назвали:
| Мова      | Кількість осіб | Відсоток |
| --------- | -------------- | -------- |
| румунська | 775            | 97,2%    |
| татарська | 20             | 2,5%     |